# 믹마스 전투
믹마스 전투는 구약 시대 연합 이스라엘 왕국의 초대 왕 사울이 치른 두 번째 대전투로 이 전투에서 블레셋족들을 무찌르고 왕위를 굳히게 되었다.

## 배경
사무엘에 의해 사울이 왕으로 세워져 연합 이스라엘 왕국이 성립된 후 사울은 야베스 길앗 전투에서 암몬을 무찌르고 왕위를 굳히고 있었다.
이즈음 사무엘이 고별사를 하고 떠나고 사울이 40세가 되던 때 사울은 그동안의 국력을 모두 동원해 오랫동안 이스라엘을 괴롭히던 블레셋을 무찌르기로 결심한다.

## 전투 과정

### 사울의 군대 배치
사울은 이스라엘에서 용사 3000명을 뽑아 그중 2000명을 자기와 함께 믹마스와 베텔 산악 지방에 있게 하고 1000명은 자신의 아들 요나단과 함께 베냐민 땅의 기브아에 있게 했다. 그리고 나머지 군대는 저마다 자기 천막으로 돌려보냈다.
이때 요나단이 게바에 있는 블레셋의 수비대들을 치자 블레셋인들은 그 소식을 듣고 병거 30000대와 기마 6000을 모아 모여들어 벳 아웬 동쪽 믹마스에 진을 쳤고 사울도 백성들을 모아 진을 쳤다.
그러자 이스라엘 사람들은 자기들이 포위되어 위급하게 된 것을 알고 저마다 굴이나 덤불, 바위틈, 구덩이나 웅덩이를 찾아 몸을 숨겼고 어떤 이들은 요르단 강을 건너 가드와 길르앗 지방으로 넘어가기도 했다.

### 사울의 죄와 게바 전투
길갈에 아직 남아있던 사울은 군사들이 겁에 질린 것을 알고 사무엘이 약속한 이레를 기다렸으나 오지 않았다. 결국 군사들이 사울 곁을 떠나 흩어지기 시작하자 사무엘이 오기 전에 먼저 제물을 바쳤다.
그러나 사무엘이 오자 사무엘은 사울에게 큰 화를 냈고 하느님께서 다른 왕을 찾으실 거라는 경고를 했다. 그리고 사무엘은 일어나 길갈을 떠나 베냐민 땅 기브아로 올라가버렸다. 나머지 군대는 사울을 좇아 길갈에서 베냐민 땅 기브아로 이동하였고 군대를 사열하니 자신이 거느린 군대는 600명가량 되었다.
이에 사울과 그의 아들 요나단은 군대를 이끌고 베냐민 땅 게바에 머물고 블레셋인들은 믹마스에 진을 쳐 대치했다. 블레셋인들의 진영에서는 공격대가 셋으로 나뉘어 출동했는데 한 부대는 수알 지방의 오프라로 난 길을 향하고 다른 한 부대는 벳 호론으로 난 길을 향했으며 나머지 한 부대는 츠보임 골짜기를 따라 광야가 바라보이는 지역으로 난 길을 향하였다.
당시 블레셋인들은 대장장이에게 칼이나 창을 만들지 말라고 해 이스라엘 사람들은 모두 보습이나 곡괭이, 도끼, 낫을 벼리기 위해 블레셋인들에게 내려가야만 했다. 보습이나 곡괭이를 벼리는 값은 2/3 세켈이었고 도끼를 벼리거나 낫을 가는 값은 1/3 세켈이었다.
그래서 전쟁이 일어났을 때 사울과 요나단의 군사들은 칼이나 창이 없었고 오직 사울과 요나단에게만 있었다. 이때 블레셋인들의 전초 부대는 믹마스 길목까지 나와 있었다.

### 요나단의 활약과 미그론 전투
하루는 사울의 아들 요나단이 자기 무기병을 데리고 블레셋인들의 전초 부대를 치러 출정했다. 그때 사울은 기브아 변두리 미그론에 있는 석류나무 아래에서 사제 아히야와 600명의 군사들과 함께 휴식을 취하며 아무것도 모르고 있었다.
요나단이 블레셋인들의 전초 부대로 건너가려 했던 길목 양쪽에는 절벽이 있었는데 하나는 보체츠, 다른 하나는 센네라고 하였다. 북쪽에 우뚝 솟은 절벽은 믹마스를 마주보고 남쪽의 다른 절벽을 게바를 마주 보고 있었다.
요나단은 그의 무기병과 함께 절벽을 올라가 20명에 달하는 군사들을 쳐 죽였다. 그 사이 베냐민 땅 기브아에 있는 사울은 이 모습을 보고 군대를 정비하고 블레셋인들을 공격했다. 이스라엘군이 오기도 전에 블레셋인들 사이에는 저희끼리 죽이는 혼란이 일어나고 블레셋 군대에 있던 이스라엘인들도 돌아서서 한 편이 되어 블레셋인들을 공격했다.
에프라임 산악 지방에 숨던 이스라엘군도 나와서 블레셋인들을 추격했고 전투는 벳 아웬 건너편까지 번져나갔다.

### 요나단의 죄
그날 사울은 이스라엘군에게 블레셋 군대를 물리치기 전까지는 아무 음식도 먹지 말라고 명령했다. 모든 군사들이 숲으로 들어가 휴식을 취하는데 그곳 땅바닥에 꿀이 흐르기 시작했다. 그러나 맹세가 두려워 아무도 먹지 않고 있는데 사울이 아들 요나단은 아버지의 맹세를 듣지 못해 꿀을 마시고 말았다.
그날 이스라엘군은 블레셋인들은 믹마스에서 아얄론까지 추격해 쳐 죽였다. 그러나 몹시 지쳐 빼앗은 가축들을 잡아 고기를 피째 먹었다. 이를 본 사울은 군사들이 자신을 배신했다며 꾸짖었고 그 결과 요나단이 일의 원인임을 밝혀냈다.
하지만 사울 왕은 백성들의 요구로 그의 아들 요나단을 처벌하지 않았고 사울도 블레셋인들을 추격하는 일을 그만두고 올라갔다.

## 결과 및 영향
사울은 이스라엘의 왕위를 굳히고 모압과 암몬, 에돔, 초바의 왕들과 블레셋, 아말렉 등 사방의 모든 이민족들과 싸워 승리했다.
사울은 아들 요나단, 이스위, 말기수아, 아비나답 등을 두었고 딸 메랍과 미갈도 두었다.

## 참고 문헌
- 사무엘상 13장~14장